# Любс (Саксония-Анхальт)
Любс (нем. Lübs) — посёлок в Германии, в земле Саксония-Анхальт, входит в район Йерихов в составе городского округа Гоммерн.
Население составляет 380 человек (на 31 декабря 2016 года). Занимает площадь 14,76 км².

## История
Первое упоминание о поселении встречается в 975 году.
1 января 2009 года, после проведённых реформ, Любс, вошёл в состав городского округа Гоммерн в качестве района.

## Галерея

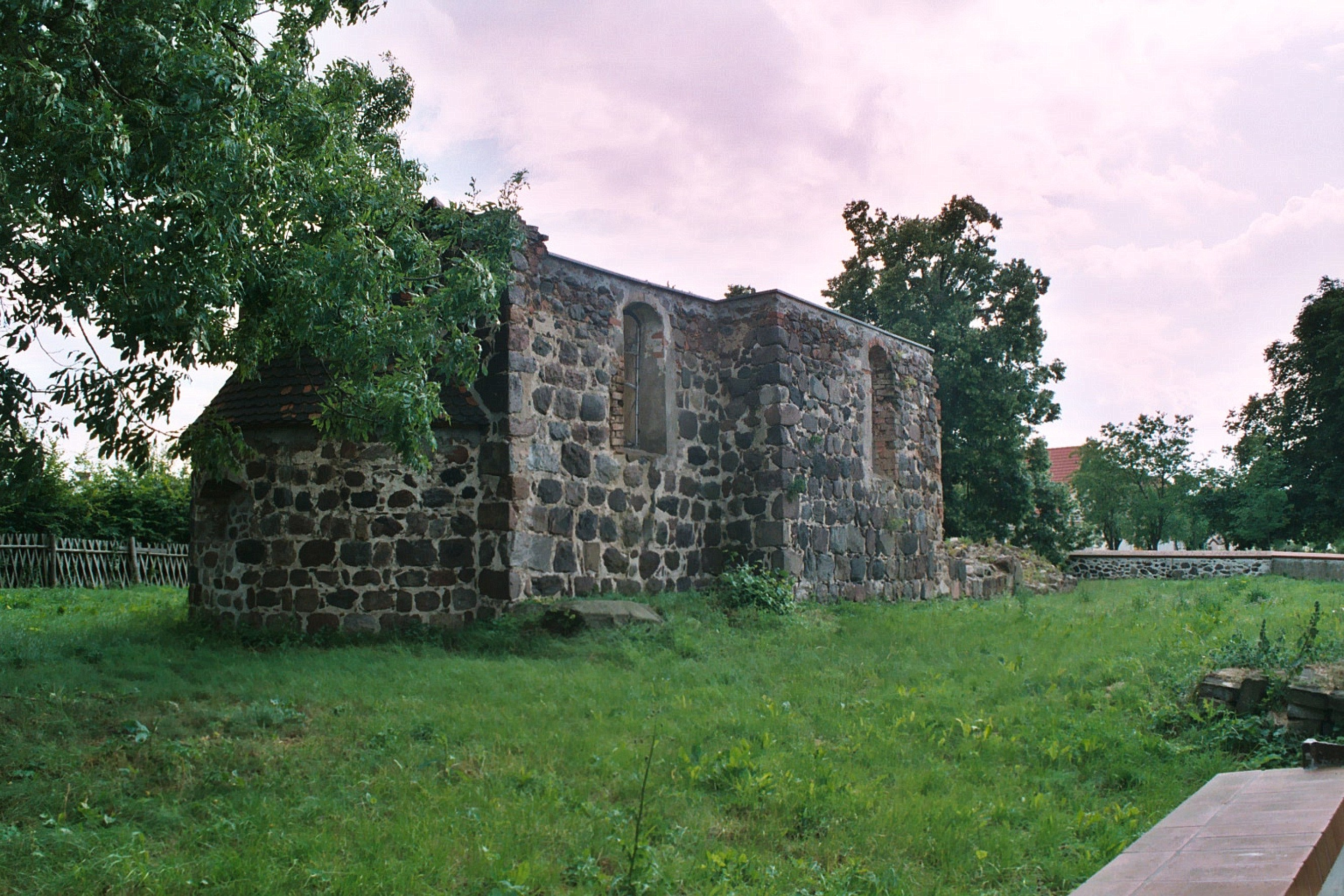
Руины церкви в Любсе
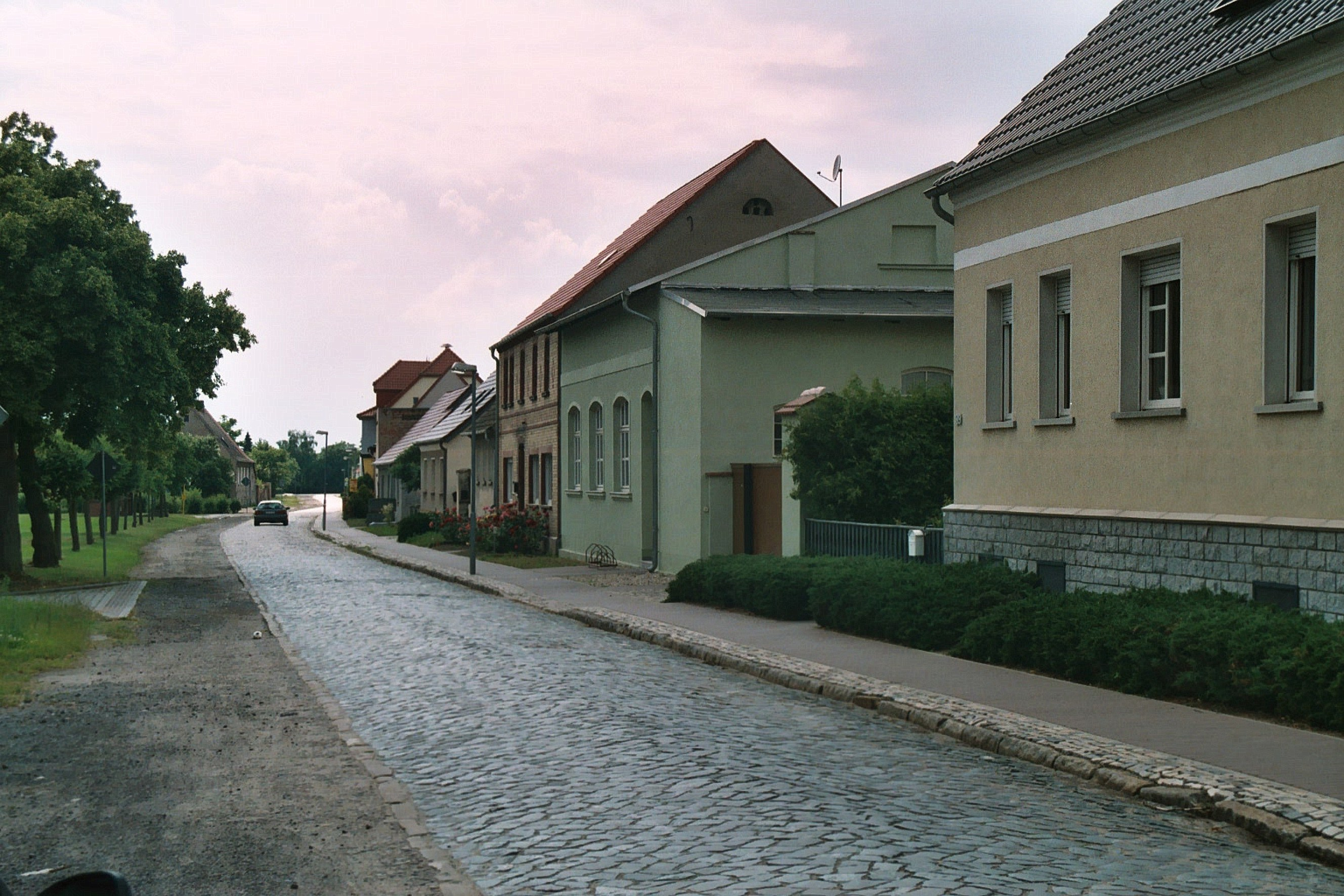
Шульштрассе в Любсе